# Mage: The Awakening
Mage: The Awakening (Маг: Пробуждение) — ролевая игра, разработанная компанией  White Wolf. Релиз базовой книги, описывающей тему и мир игры, состоялся 29 августа 2005 года. Игра получила множество положительных отзывов и дополнительных материалов, а в 2016 году компания Onyx Path выпустила второе издание книги, изменившее многие элементы сеттинга и игровой механики.

## Сеттинг
Игра повествует о феноменальных людях, обретших мистические способности в результате долгих оккультных практик, религиозных исканий, научных экспериментов и даже простого везения. Хотя маги не отличаются от простых людей с точки зрения психологии и анатомии, они могут создавать материальные предметы из воздуха, обращать время вспять, предсказывать будущее, воскрешать мёртвых и даже изменять облик самой Вселенной.
Несмотря на свои грандиозные силы, многие маги становятся жертвами непомерной гордыни или безумия. Обращение к колдовским способностям часто наносит непоправимый ущерб рассудку и нравственности человека, поскольку большинство чародеев использует свои силы для личного обогащения, вызова демонов и изучения тайн, недоступных человеческому пониманию. Маги, привыкшие полагаться на свои колдовские способности даже в решении повседневных задач, регулярно вдыхают жизнь в кровожадных монстров, вызывают природные катаклизмы и подвергают опасности миллионы невинных жизней. Самые безрассудные колдуны могут представлять угрозу не только для всего человечества, но и для самого мироздания.

### Пробуждение
Момент обретения сверхъестественных сил маги сравнивают с пробуждением после долгого сна. Подобно тому, как спящий человек лишь пассивно воспринимает ночные грёзы, простые смертные вынуждены беспомощно наблюдать за течением жизни без малейшей возможности повлиять на её законы. Лишь получая мистические способности, человек обнаруживает, что отныне он может сам диктовать законы реальности. Неудивительно, что повседневную жизнь, лишённую волшебства и великих познаний, многие колдуны называют Сном, а простых смертных – Спящими. Равным образом, свой магический коллектив заклинатели часто описывают эпитетом Пробуждённые.
Само Пробуждение может принимать различные формы в зависимости от личности самого мага. Один человек Пробуждается после долгих оккультных и алхимических экспериментов. Другой обретает магические способности в переломный момент наподобие авиакатастрофы или духовного кризиса. Третий становится магом в период клинической смерти или в попытке спасти друзей от неминуемой гибели, а четвёртый получает свои силы свыше во время молитвы. В редких случаях Пробуждение наступает само собой, оставаясь неразрешимой загадкой для самого колдуна.
К удивлению большинства магов, ни одно заклинание, даже самое древнее и могущественное, неспособно Пробудить другого человека. Спящий должен сам вырваться из объятий Сна или получить этот дар от непостижимых сущностей наподобие духов или богов. Попытка насильно Пробудить смертного неизбежно заканчивается неудачей или приводит к гибели Спящего.

### Кабалы
Хотя некоторые заклинатели продолжают жить повседневной жизнью, используя свои знания в личных целях, многие из них объединяются в небольшие содружества или братства, решающие вопросы городского, всемирного или даже космического масштаба. В большинстве городов подобные группы известны как кабалы, хотя в некоторых частях света их могут называть культами, кликами или шабашами.
Кабалы занимаются общим делом вроде защиты родных городов, заключения сделок с демонами, построения новых цивилизаций или полномасштабного изменения всей реальности. В самых развитых городах действуют сразу несколько таких кабалов, подчиняющихся единому лидеру, именуемому Иерархом. Как правило, Иерархом становится самый влиятельный маг в окрестностях, хотя иногда Иерарх выступает в роли простого советчика или координатора.

### Ордены и Наследия
В дополнение к кабалам, большинство магов вступают в полноценные ордены – крупные политические организации, преследующие долгосрочные цели по всему миру. Ордены предоставляют магам особые знания, покровительство и ресурсы взамен на согласие подчиняться приказам общего лидера. Один орден может стремиться к сокрытию колдовских знаний от недостойных, другой – к Пробуждению всего мира, а третий – к простому обогащению своих представителей. Хотя члены одного кабала чаще всего состоят и в одном ордене, некоторые маги объединяются с представителями сразу нескольких орденов для решения неотложных задач или проведения сложных исследований.
Помимо орденов, в тайном обществе Пробуждённых существуют и уникальные братства, известные как Наследия. В каком-то смысле Наследия представляют собой мистические "расы" магов, поскольку вступление в их ряды навсегда изменяет сущность каждого Пробуждённого. Одно Наследие учит магов модифицировать своё тело при помощи киберимплантов. Другое буквально сводит людей с ума, позволяя им видеть будущее в наваждениях и галлюцинациях. Третье превращает колдунов в личей – чудовищ, способных питаться душами своих жертв, – а четвёртое ведёт к просветлению через физическое совершенствование тела и освоение боевых искусств.
Всего Пробуждённым известно более сотни таких Наследий, и каждый опытный маг в состоянии основать свою собственную мистическую династию. К сожалению для Пробуждённых, вступление в подобное братство носит необратимый характер. Если в дальнейшем маг пожалеет, что сделал себя каннибалом, безумным пророком или живым мертвецом, даже самое сильное заклинание не поможет ему вернуть потерянную человечность.

### Предание об Атлантиде
Большинство Пробуждённых связывают происхождение колдовских сил с легендой об Атлантиде – загадочном острове, стёртом с лица земли грандиозным магическим катаклизмом. Согласно этой легенде, тысячи лет назад смертные по всему миру начали видеть сон, в котором неведомые оккультные силы звали их на таинственный остров, затерянный в океане.
Хотя большинство людей, откликнувшихся на магический зов, не смогли добраться до острова или погибли в пути, некоторым из них всё-таки удалось добраться до берегов Атлантиды. Пережив массовое Пробуждение, эти немногочисленные заклинатели смогли выстроить уникальную цивилизацию магов, которая развивала, осваивала и передавала колдовские искусства из поколения в поколение. Главным открытием атлантических магов стало обнаружение Высших миров – магических царств, возникших ещё до рождения Вселенной.
Всего магам известно пять таких царств: Аркадия, раскрывающая загадки судьбы и времени, Первозданные пустоши, воплощающие буйство природы и жизни, Эфир, населённый богами и ангелами, Стигия, служащая обителью мёртвых, и Пандемониум – царство кошмаров и демонов. Хотя маги знали о существовании Высших миров и черпали в них свою силу, они не могли совершить в них физическое путешествие и обрести абсолютную власть над Вселенной.
В полузабытый период Атлантиды маги создали свои первые ордены, занимавшиеся исследованием мира, астральными путешествиями и защитой простых людей от угроз, исходивших из параллельных реальностей. К сожалению для заклинателей, некоторые колдуны поддались великой гордыне и попытались построить Небесную лестницу, по которой они смогли бы взойти в пять Высших миров и стать подлинными богами Вселенной.
Хорошо понимая, что захват Высших миров безумцами и тиранами приведёт к катастрофе, другие маги попробовали уничтожить Небесную лестницу, что привело к гражданской войне между жителями Атлантиды. Согласно легенде, битвы велись на земле и на небе, на самой лестнице и в преддверии Высших миров. В результате этого грандиозного столкновения Атлантида канула в небытие, Небесная лестница раскололась, а во Вселенной образовалась трещина, известная магам как Бездна.

### Бездна
Хотя современным магам и неизвестно, насколько правдива легенда об Атлантиде, существование Бездны не вызывает у них ни малейших сомнений. Бездна представляет собой демоническую реальность, высасывающую магию из земного мира.
Каждый раз, когда маг обращается к своим колдовским способностям, Бездна пытается помешать ему, искажая действие заклинаний, ослабляя магические эффекты или сводя колдуна с ума. Чем более сильное заклинание произносит маг, тем выше становится риск вторжения Бездны в земную реальность. Простое чтение мыслей может и не привлечь внимание Бездны, в то время как телепортация, воскрешение мёртвых или попытка обратить время вспять вполне может вызвать стихийное бедствие, превратить мага в чудовище, пробудить нежить на местном кладбище или убить десятки невинных людей.
Конкретное проявление Бездны в земной реальности называется Парадоксом. Опытные заклинатели изучают сотни таких вредоносных эффектов, предупреждая молодых или безрассудных магов о последствиях безответственного обращения с чарами. К сожалению для Пробуждённых, даже самое длительное исследование Парадоксов не позволяет с точностью предсказать, с какой вероятностью и в какой форме Бездна вторгнется в земной мир. Начиная со своего Пробуждения и до самого конца жизни маг обречён только предполагать, к чему ему стоит готовиться в случае неудачного наложения чар.
Более того, риск Парадокса существенно возрастает в том случае, если маг обращается к сверхъестественным силам в присутствии простых смертных. Так, если Пробуждённый экспериментирует с колдовскими способностями у себя в доме или нарушает законы физики на глазах у одного-двух свидетелей, заклинание может и не привлечь внимания Бездны. Однако попытка оживить мёртвого на глазах у толпы или превратиться в животное в прямом эфире почти неизбежно провалится – или приведёт к магической катастрофе.
По этой причине большинство магов старается избегать применения колдовских способностей в повседневной жизни, приберегая их только для самых безвыходных ситуаций. В мире хватает магов, которые лично выслеживают новичков, нарушающих это правило, или охотятся за безумцами, нарушающими законы Вселенной на глазах у десятков смертных.

### Неверие
В дополнение к риску возникновения Парадокса, самые явные колдовские эффекты быстро теряют силу в присутствии Спящих. Фактически каждый раз, когда простой человек видит магию в действии, в дело вступают защитные механизмы самой реальности, пытающейся отменить заклинание мага. Этот эффект, известный как Неверие, существенно ослабляет оккультные силы мага и понемногу сводит его работу на нет.
Примечательно, что сами Спящие не догадываются, что именно они блокируют колдовские способности мага. Более того, люди стараются рационализировать увиденное и списать эффект заклинания на галлюцинацию, жуткую аномалию или оптическую иллюзию. Только самые волевые личности запоминают, что именно они видели или чувствовали в присутствии мага, и вполне могут сами стать Пробуждёнными.

### Оракулы и Экзархи
Согласно преданию об Атлантиде, некоторым заклинателям всё-таки удалось добраться до Высших миров, прежде чем Небесная лестница канула в небытие. Если верить этому мифу, такие маги стали богоподобными сущностями, способными диктовать свою волю самой Вселенной. Известные как Экзархи, эти мифические создания обитают в Высших мирах, пытаясь не допустить Пробуждения новых магов из страха, что те возведут вторую Небесную лестницу и заберут их силу.
Хотя современные маги и не уверены в существовании Экзархов, время от времени на земле появляются целые организации чернокнижников, пытающихся истребить других магов по приказу неведомых сущностей, не желающих Пробуждения человечества. По утверждениям этих чёрных магов, Экзархи наделяют их уникальными силами и дарами взамен на верную службу и обещание любой ценой предотвращать новые Пробуждения.
Равным образом, некоторые заклинатели – в том числе и не верящие в легенду об Атлантиде – получают мистические послания от обитателей Высших миров, которые называют себя Оракулами. Оракулы утверждают, что они были магами, поднявшимися по Небесной лестнице в безуспешной попытке остановить Экзархов. Несмотря на свою неудачу, Оракулы продолжают бороться с Экзархами в Высших мирах и помогают простым заклинателям останавливать их служителей на земле. Точная сущность Оракулов и Экзархов всё ещё остаётся загадкой для Пробуждённых, однако в целом считается, что Оракулы хотят Пробуждения человечества, а Экзархи – мечтают навсегда погрузить людей в Сон.

### Другие миры
Каждому магу известно о существовании неземных миров, не имеющих ничего общего с повседневной реальностью. Возможно, именно этому знанию маги обязаны своей репутацией чудаков и безумцев. Они обсуждают проблемы усопших, исследуют внутренние миры, сокрытые в душах других людей, и наносят визиты в чудовищные реальности, напоминающие Преисподнюю из религиозных мифов.
Особую роль в жизни магов играют личные психологические миры, Онейросы, – то есть астральные царства, отражающие сущность каждого отдельного человека. Маг может проникнуть в свой или чужой Онейрос в попытке избавить его хозяина от психических отклонений, помочь ему справиться с эмоциональной травмой или вдохновить на новые подвиги. В то же время, неосторожная работа с Онейросом может свести человека с ума, пробудить в нём давно подавляемые желания или многократно усилить его пороки.
Не менее важным значением для колдунов обладает Теменос – мир коллективных идей и концепций. Проникнув в Теменос, маг может попробовать изменить философию целого социального класса, повлиять на политику крупной нации или стереть определённые сведения из памяти всего человечества.
Многие маги рассказывают о далёкой астральной реальности Анима Мунди, в которой покоятся души богов и природных явлений. Вторжение в Анима Мунди практически неизбежно приводит к гибели мага, однако самые опытные заклинатели в состоянии провести в этом мире достаточно времени, чтобы повлиять на законы всего мироздания.
В числе других известных миров особого упоминания заслуживают Тень (мир эмоций и духов), Чаща (загадочный мир волшебства и грёз), Неведомые глубины (непостижимое царство демонов и богов), Бездна (кошмарная антиреальность, высасывающая магию из земного мира) и Мёртвые Доминионы (бесчисленные миры смерти и призраков).
Помимо этого, существует бессчётное множество параллельных миров наподобие разных версий Земли, магических тюрем, цикличных отрезков времени или попросту частных миров, сотворённых магами в личных целях.

### Гнозис
Хотя уже в момент Пробуждения человек получает способность менять окружающий мир усилием воли, обретение подлинного могущества занимает долгие годы, если не десятилетия оккультных исканий. Пробуждение лишь показывает недавнему Спящему его истинный потенциал – но каких высот он достигнет в раскрытии этого потенциала, зависит лишь от него самого.
В попытке обрести новые знания Пробуждённые прибегают к бессчётному множеству религиозных, психологических или даже физических практик. Одни изучают алхимию и экспериментируют с психоактивными веществами. Другие ищут магических знаний в средневековых рукописях, расшифровывают глиняные таблички и изучают сведения об Атлантиде. Третьи вымаливают колдовские способности у непостижимых сущностей и заключают сделки с порождениями Преисподней, в то время как четвёртые видят в магии просто малоизученную научную дисциплину и оперируют колдовскими формулами, уравнениями и графиками.
С игровой точки зрения сверхъестественный потенциал персонажа называется Гнозисом. Маги, не отличающиеся сильным Гнозисом, вынуждены ограничиваться только косвенным изменением мира и не способны подчинить себе фундаментальные законы природы. В свою очередь, обладатели сильного Гнозиса вполне способны откатывать время вспять, поднимать легионы мёртвых и создавать личные колдовские миры.
К сожалению для Пробуждённых, чем выше становится Гнозис мага, тем чаще он привлекает к себе внимание Бездны. С практической точки зрения это означает, что маги, обладающие высоким Гнозисом, вызывают более сильные Парадоксы, регулярно сталкиваются с демонами или просто становятся жертвами других магов, страшащихся их невообразимой силы.

#### Магия в игре
Отличительной стороной Mage: The Awakening стала импровизированная система магии, позволяющая персонажам вносить любые, даже самые фундаментальные изменения в окружающий мир. Игрок не ограничен определённым списком мистических сил и вправе заявлять любые оккультные действия, вплоть до подчинения всего человечества, крупномасштабного изменения географии, путешествий во времени и других грандиозных эффектов.
Тем не менее, для внесения самых впечатляющих изменений в окружающий мир персонаж должен обладать развитым Гнозисом и целым рядом других оккультных характеристик. Так, персонаж, только начинающий практиковаться в некромантии, сможет лишь говорить с призраками или оживлять мертвецов в виде зомби, однако окажется не в состоянии превратить человека в вампира или воскресить всех людей, погибших в пределах последнего десятилетия. Кроме того, попытка исказить всю реальность до неузнаваемости обычно приводит к особенно жуткому Парадоксу и может закончиться гибелью самого мага.

#### Формулы и инструменты
Для ослабления Парадокса и достижения самых внушительных результатов маги вынуждены полагаться на формулы – совершенно конкретные заклинания или ритуалы, опробованные магами предыдущих столетий и позволяющие избегать слишком пристального внимания Бездны.
По этой причине маги стараются реже использовать импровизированные эффекты и чаще пользуются заученными оборотами речи, проверенными алхимическими рецептами или заклятиями, описанными в магических гримуарах. Многие колдуны даже специально разыскивают учителей, готовых показать им, как добиться желаемого эффекта без лишних рисков.
В этих же целях маги используют сложные инструменты, усиливающие их заклинания и понижающие вероятность возникновения Парадокса. Сущность таких инструментов зависит от личности самого мага, а иногда – от его кабала, ордена или другой оккультной организации. Один колдун принимает психоактивные вещества перед каждым магическим ритуалом. Другой использует карты Таро или древний шумерский посох. Третий всегда держит под рукой заколдованный томик Библии и произносит колдовские слова лишь во время молитвы, в то время как четвёртый пишет оккультный компьютерный код на магическом ноутбуке.
Хотя отказ от использования инструментов и формул не ослабляет самого мага, он может привести к особенно сильному Парадоксу или внести существенные изменения в действие заклинания.
С игровой точки зрения эта система предполагает, что при наложении каждого заклинания игрок должен делать выбор: воспользоваться фиксированным списком формул или сотворить более рисковый, однако ничем не ограниченный импровизированный эффект.

### Мудрость
Несмотря на риск Парадокса, многие из Пробуждённых настолько поддаются искушению использовать магию для решения даже самых заурядных задач, что постепенно утрачивают связь с реальностью. Они теряются на дороге вечных соблазнов, знаний и ужасов, превращаясь из одарённых смертных в безумных полубогов. 
С игровой точки зрения чистота рассудка зависит от Мудрости протагониста – особой шкалы, показывающей, способен ли маг воздерживаться от использования колдовства в тех ситуациях, когда он может справиться с неприятностями по законам реального мира.
Каждый раз, когда маг прибегает к своим оккультным талантам для решения бытовых задач, его Мудрость заметно снижается. Хотя обратное тоже верно, и отказ от использования колдовских способностей в самых отчаянных ситуациях может облегчить игроку повышение Мудрости, большинство магов утрачивают свою Мудрость из года в год, пока не превращаются в полубезумных чернокнижников из старинных легенд.

## Пути
В момент Пробуждения человек совершает астральное путешествие в один из Высших миров, известных магам ещё со времён Атлантиды. Какую бы форму ни принимало это событие (призрачное скитание по загробному миру, беседа с ангелами и богами, кошмарный визит в царство демонов), по его окончании маг должен сделать выбор: принять свою новую сущность или вернуться к знакомой, спокойной жизни, лишённой зловещих тайн и открытий.
Если человек выбирает Пробуждение, он встаёт на один из пяти колдовских Путей, отражающих его сущность, таланты и интересы.

### Акантус
- Акантус – капризные, страстные и безрассудные колдуны, обладающие баснословной удачей. Акантус приобретают свои мистические дары в причудливом мире Аркадии – царстве фей, видений и чар. Будучи прирождёнными ясновидцами и пророками, эти маги воспринимают удачу и время как простые условности, которые можно подчинить своей воле. Акантус не верят в необратимость любых решений или поступков. Если Акантус не нравится текущий вариант развития событий, они пытаются обратить время вспять. Если они не знают чего-либо в настоящем, они пытаются подсмотреть ответ в будущем. Хотя другие маги и ценят таланты Акантус, многие видят в них лишь везучих бездельников, получающих все желаемые результаты благодаря слепой удаче, а не стараниям, дисциплине или годам тренировок.

### Мастигос
- Мастигос – амбициозные и самолюбивые повелители разума, черпающие свои силы в загадочном Пандемониуме – царстве демонов и кошмаров. Мастигос всегда придерживаются строгих кодексов, догм и законов, считая, что истинное могущество кроется только в железной воле и дисциплине. Обретая контроль над собственными желаниями и порывами, Мастигос учатся управлять и другими людьми, нередко становясь серыми кардиналами, манипуляторами или даже владыками Пробуждённых.

### Морос
- Морос – холодные, сдержанные и решительные повелители смерти, хранящие тайны алхимии и некромантии. Пробуждение этих магов сопровождается осознанием неизбежной конечности всего живого. Морос знают, что всё в этом мире обречено на гибель. Их притягивают незаметные грани между душой и телом, плотью и прахом, жизнью и смертью. Пробуждённые в царстве мёртвых, известном как Стигия, Морос убеждены в преходящести и изменчивости всего мира. Помимо некромантических навыков, Морос осваивают искусство алхимии в самом широком смысле этого слова, обучаясь менять не только материю, но и сущность живых существ.

### Обримос
- Обримос – пылкие и фанатичные заклинатели, верящие, что они получили свои силы свыше. В момент Пробуждения каждый Обримос восходит в царство Эфира – обитель богов, мудрецов и ангелов. Многие из Обримос годами работали пасторами, имамами и раввинами. Другие обрели веру лишь после того, как Пробуждение наделило их чудотворными силами. Третьи родились в языческих племенах или культах и с детства верили, что они избраны богоподобными сущностями. Обримос по-разному видят роль своего Пути в современном мире. Кто-то считает себя карающей дланью Господа. Кто-то слышит зов тихой, счастливой жизни вдали от мелочных ссор и кровавых войн. Но каждый из них испытывает потребность в том, чтобы вести окружающих к просветлению. Даже самый мирный Обримос не устоит перед искушением повлиять на идеологию окружающих своей магией, своей риторикой или, если понадобится, своей силой.

### Тирсус
- Тирсус – оптимистичные и жизнелюбивые маги, стремящиеся насладиться всем, что только может им предложить окружающий мир. Они упиваются своим пылом, энергией и созидательными порывами. Если они любят, то всем сердцем. Если дерутся, то до последней капли крови. Если ссорятся, то навсегда. Пробуждённые в Первозданных пустошах – царстве зверей и духов, – Тирсус стараются делать всё, что им кажется целесообразным в текущий момент. То, что произойдёт дальше, их попросту не волнует.

## Ордены
Долгие тысячелетия колдовских практик и политического соперничества привели к возникновению крупных магических коллективов, решающих фундаментальные или даже космические задачи по всему миру. Каждый из таких коллективов известен как орден. Всего в современном мире принято выделять шесть таких орденов, хотя в обществе Пробуждённых действует и множество других, куда менее популярных или влиятельных организаций.
Первые пять орденов часто работают сообща, образуя союз, известный как Атлантический Пентакль.

### Алмазная стрела
- Алмазная стрела принимает в свои ряды воителей, полководцев и рыцарей современного мира. Будучи главным боевым орденом Пробуждённых, эта организация строится на строгих принципах чести, призывающих магов избегать комфорта и постоянно испытывать свою волю, тело и разум. Многие члены ордена живут по законам военного времени, жертвуя личными интересами ради защиты других Пробуждённых и даже Спящих. В качестве развлечения бойцы Алмазной стрелы регулярно устраивают спортивные и магические состязания, иногда даже проводя колдовские аналоги Олимпийских игр.

### Свободный совет
- Свободный совет – разрозненное сообщество бунтарей, технофилов и футуристов, стремящихся обновить сам коллектив Пробуждённых. Маги этого ордена постоянно выкладывают свои заклинания в Сеть, используют для наложения чар ноутбуки или смартфоны и регулярно вступают в споры с местными Иерархами. Несмотря на дружеское отношение к большинству Пробуждённых, Свободный совет считает традиции других орденов устаревшими или даже ненужными. По их мнению, остальные маги используют свои силы с неоправданной осторожностью, только мешающей им расстаться с культурным наследием Атлантиды и выстроить утопическую цивилизацию будущего.

### Стражи вуали
- Стражи вуали убеждены, что колдовской силой должна обладать только горстка самых достойных. Согласно философии ордена, истинные познания следует оберегать от безумцев, тиранов и дилетантов, которых Стражи вуали видят практически во всех остальных заклинателях. Они крадут чужие реликвии, прячут оккультные гримуары, скрывают сведения об Атлантиде и устраняют магов, которых считают опасными или недостойными. Даже своим представителям они приписывают различные уровни допуска, открывая колдовские секреты только тем магам, которые доказали свою верность ордену десятилетиями самоотверженной службы.

### Мистериум
- Мистериум – коллектив исследователей и учёных, мечтающих досконально изучить всё, что существует в оккультном мире. Мистериум действует по принципу грандиозной магической академии, подразделяясь на школы и выдавая магам дипломы, звания и учёные степени. За свою многовековую историю организация накопила сотни реликвий, составила тысячи гримуаров и написала бессчётное множество статей, объединяющих колдовские и научные знания. Многие члены ордена вообще видят в магии лишь очередную область науки или технологии.

### Серебряная лестница
- Серебряная лестница мечтает Пробудить всё человечество. В этих целях она старается координировать деятельность других магов, выступая в роли главной духовной и политической организации Пробуждённых. Маги Серебряной лестницы полагают, что Пробуждённые ничего не достигнут, пока будут грызться за территории или вырывать друг у друга реликвии, о которых забудет уже ближайшее поколение магов. Они пытаются вдохновлять Пробуждённых на объединение, понемногу выстраивая всеобщую цивилизацию магов и создавая условия, в которых смертные начнут выходить из объятий вечного Сна.

### Жрецы престола
- Жрецы престола служат Экзархам – загадочным индивидам, поднявшимся по Небесной лестнице и воцарившимся в Высших мирах ещё во времена Атлантиды. По приказу своих божественных покровителей Жрецы престола усиливают в людях рациональное и материалистическое начало, мешая им Пробуждаться и мечтая дожить до того дня, когда в мире не останется других магов, кроме них самих. Хотя большинство из них действует из эгоистических соображений, надеясь стать единственными обладателями колдовских способностей на земле, многие из них искренне верят, что магия разрушительна, и предотвращение каждого нового Пробуждения только спасает мир от неизбежной магической катастрофы. Неудивительно, что другие маги часто считают Жрецов престола своими врагами или, по меньшей мере, главными идеологическими оппонентами.

### Истребители
- Истребители никогда не были полноценным орденом, но они достаточно многочисленны, чтобы действовать почти в каждой точке земного шара. Истребителями становятся чародеи, которые ненавидят магию и используют её только в целях охоты на других заклинателей. В глазах Истребителей, каждое Пробуждение означает появление новой угрозы для человечества. Одни считают обычных магов пришельцами, а колдовство – первым признаком инопланетного вторжения. Другие просто сошли с ума из-за странного, аномального Пробуждения. Третьи мстят колдунам за гибель своих друзей, а четвёртые видели, сколько боли магия причиняет Спящим. Несмотря на благородные цели некоторых Истребителей, ради их достижения большинство таких магов готовы пойти буквально на всё. Известны фанатики и маньяки, которые уничтожали целые городские кварталы ради убийства одного мага или превращали себя в чудовищ в попытке обрести превосходство над более слабой добычей.

## Архимаги и Восхождение
Многие Пробуждённые верят, что после длительных философских или религиозных исканий маг может попасть в любой из Высших миров, навсегда избавившись от ограничений человеческой плоти и превратившись в настоящее божество. Хотя это удаётся лишь единицам из Пробуждённых, самые волевые и мудрые индивиды действительно могут обрести колоссальные силы и стать архимагами – своего рода богами среди людей, что поможет совершить Восхождение.
Архимаги способны влиять на сущность самой Вселенной. Они меняют историю человечества, создают другие планеты, общаются с древними сущностями, рождёнными ещё до сотворения мира, или решают задачи, не поддающиеся пониманию простых смертных. 
Осознавая, что столь масштабные изменения могут привести к гибели всего мироздания, архимаги следуют Пакс Арканум – уставу, запрещающему искажать облик Вселенной без предварительной договорённости с остальными великими магами. Разумеется, в мире хватает преступников, нарушающих Пакс Арканум из года в год и пытающихся внести изменения в сущность всего бытия прежде, чем их остановят другие члены архимагического сообщества.
Хотя архимаги нередко действуют в одиночку, встречаясь только для обсуждения самых фундаментальных проблем, некоторые из них объединяются в чрезвычайно могущественные коллективы, способные диктовать свою волю всему мирозданию. Такие группы принято называть Кругами.

### Круги архимагов
- Бодхисаттвы хотят спасти мир от страданий. Они помогают преступникам и безумцам обрести мир в душе, наделяют людей магическими способностями, а другим Пробуждённым показывают дорогу к Восхождению, позволяя стать архимагами им самим.
- Асвадим, архимаги Бездны, считают материальный мир темницей, мешающей людям обрести подлинную свободу. Они хотят уничтожить Вселенную в её современном виде, создав на её месте новое мироздание, в котором не будет плоти, а потому и страданий. По мнению Асвадим, в таком мире люди смогут существовать в бестелесном виде, не ограниченные никакими потребностями и условностями.
- Тетрархи враждуют с другими магами, исполняя волю Экзархов – таинственных колдунов, некогда захвативших власть над Высшими мирами. По убеждению Тетрархов, верная служба позволит им самим стать Экзархами, обретя силы, превосходящие даже божественные способности архимагов.
- Отчуждённые служат богам, породившим пять Высших миров, но изгнанным из них волей Экзархов. Свою миссию Отчуждённые видят в том, чтобы очистить Высшие миры от захватчиков и передать власть над божественными реальностями тем сущностям, которые некогда создали сам феномен магии.
- Безупречные продолжают служить интересам своего ордена. Архимаги Серебряной лестницы создают условия, понемногу ведущие к Пробуждению человечества. Архимаги Алмазной стрелы улаживают конфликты по всему миру и борются с демоническими богами. Некоторые из Безупречных воплощают собой идеалы не столько ордена, сколько Наследия или даже кабала.
- Сиддхи сливаются с определённой сферой оккультных знаний, фактически превращаясь в живую магическую энергию. Например, архимаг, годами исследовавший мир духов, сам превратится в великого духа, а специалист по языческим сущностям может стать богом грома и молнии – или владыкой загробного мира.